# Diaphonie
Ne doit pas être confondu avec diphonie.
 (septembre 2020).
Si vous disposez d'ouvrages ou d'articles de référence ou si vous connaissez des sites web de qualité traitant du thème abordé ici, merci de compléter l'article en donnant les références utiles à sa vérifiabilité et en les liant à la section « Notes et références ».
On nomme diaphonie, du grec διά, dia, en divisant et ϕωνή, phônê, son (parfois « bruit » ou « crosstalk » en anglais) l'interférence d'un premier signal avec un second. On trouve des traces du premier signal dans le signal du second, souvent à cause de phénomènes d'induction électromagnétique.
Afin de minimiser la diaphonie, on utilise par exemple des paires torsadées dans les câbles servant aux transmissions de données dans les réseaux téléphoniques et informatiques.
Dans les circuits intégrés rapides et à haute densité, la diaphonie compromet l'intégrité du signal.

## Stéréophonie
La diaphonie en son stéréophonique décrit l'écart de dynamique entre les canaux gauche et droit. La gestion du signal, s'il est analogique, conduit inévitablement à une certaine proportion de mélange entre ces deux canaux qui diminue leur écart de dynamique. Un signal fort sur le canal gauche se répercute légèrement sur le signal de l'autre canal, et inversement.
Sur les platines vinyle à tête de lecture stéréophonique, la pointe lectrice (saphir ou diamant) collecte le signal sonore monophonique par les variations horizontales de la pointe, et le signal stéréo par ses variations verticales. Ces deux types de signaux, lus par la même pointe, engendrent une diaphonie. Si la dynamique du vinyle microsillon est environ de 45 dB à 50 dB, la séparation des canaux stéréo, aussi appelée diaphonie, est moins bonne et n'est que de 20 dB à 30 dB.
Sur les magnétophones analogiques, où deux pistes droite et gauche étaient enregistrées distinctement en parallèle sur la bande, la magnétisation d'une piste pouvait également influencer l'autre et réduire la diaphonie. Ici on pouvait avoir 64 dB de dynamique et 40 dB de diaphonie sur un magnétophone à bande. Les magnétophones à cassette avaient une moins bonne dynamique et diaphonie mais qui pouvait être largement améliorée par l'emploi de réducteurs de souffle de type Dolby ou dbx.
Enfin, les circuits d'amplification produisent de la diaphonie soit par influence de conducteurs voisins dans des lignes asymétriques, soit à cause d'un couplage par l'alimentation.
En stéréophonie, la compatibilité avec la monophonie est garantie par une proportion de signal commun aux deux canaux. Des systèmes M+S, ou un canal donne la partie commune, et l'autre la différence, permettent d'ajuster cette proportion. Ce mélange volontaire, établi au mixage, n'est pas une diaphonie ; et celle qui se produit du fait de l'imperfection des appareils de reproduction est largement inférieure.

## Télécommunications
On parle de diaphonie dans le cas de multiples canaux de communication ou de données, là où l'un interfère sur l'autre (ou les autres), gênant ainsi la transmission sur les autres canaux.
Le phénomène se rencontrait parfois à l'époque du téléphone analogique, cette diaphonie - ou plutôt ce mélange - donna naissance à un classique de la littérature policière : Raccrochez, c'est une erreur (Sorry, wrong number) d'Ullman et Fletcher.
Dans le domaine de la télécommunication, on peut distinguer plusieurs types de diaphonie suivant leur source et leur mesure.
En téléphonie, la diaphonie se mesure normalement à une fréquence de 800 Hz, et s'exprime par le rapport, en décibels, entre la puissance injectée sur la ou les lignes perturbatrices et celle recueillie sur la ligne perturbée.
Le multiplexage de signaux analogiques peut entraîner de la diaphonie dans un canal de communication tout comme le cheminement du signal dans des canaux parallèles. Dans le multiplexage temporel, un défaut de synchronisation, une réactance parasite, un temps de réponse plus long au multiplexage qu'au démultiplexage produisent de la diaphonie. Dans le multiplexage fréquentiel, elle résulte de l'impossibilité de construire des filtres parfaits pour séparer les voies.

### Interférences entre paires au sein d'un même câble

#### Entre deux paires
- Diaphonie locale ou paradiaphonie (NEXT : Near End CrossTalk)

mesurée à l'extrémité proche, relativement à l’entité émettrice, de la ligne perturbée,
- Diaphonie distante ou télédiaphonie (FEXT : Far End CrossTalk)

mesurée à l'extrémité éloignée, relativement à l’entité émettrice, de la ligne perturbée, et
moins problématique que la précédente du fait de l’atténuation.

#### Toutes les paires
- Diaphonie locale totale (PSNEXT (en) : Power-sum near-end cross talk)

mesure de l’effet cumulé d’une diaphonie locale provenant de toutes les paires d’un câble,
- Diaphonie distante totale (PSFEXT : Power-sum far-end cross talk)

mesure de l’effet cumulé d’une diaphonie distante provenant de toutes les paires d’un câble

### Interférences entre câbles
- la Diaphonie exogène (AXT : Alien CrossTalk)

interférences causées par un ou plusieurs câbles installés à proximité du câble perturbé.

## Microélectronique
Les circuits électroniques concentrent sur un très petit espace un grand nombre de signaux, amenant des problèmes de diaphonie.
La plupart des circuits avec intégration à très grande échelle (VLSI) sont numériques. Cependant, leur fonctionnement est fondamentalement analogique et la diaphonie entre conducteurs contaminent les signaux, pouvant aller jusqu'à dépasser la limite de l'incertitude entre les niveaux logiques pour certaines combinaisons de signaux. Le maintien de l'intégrité du signal exige de tenir compte de la diaphonie dès le dessin des structures minuscules des circuits.